# Носорогова кайра
Носороговите кайри (Cerorhinca monocerata), наричани също рогоклюни кайри, са вид птици от семейство Кайрови (Alcidae), единствен представител на род Cerorhinca.
Разпространени са в северната част на Тихия океан, включително в открито море, като гнездят по крайбрежието от Калифорния до Северна Корея. Дължат името си на роговиден израстък на клюна, който се появява при гнездящите възрастни индивиди и се сменя всяка година. Хранят се главно с риба, по-рядко с крил и калмари.